# 陈家寨站
陈家寨站是一个峰福线上的铁路车站，位于江西省上饶市铅山县永平镇陈家寨村，建于1998年，目前为五等站，邮政编码为334512。目前不办理客、货运营业。